# Neuzierat

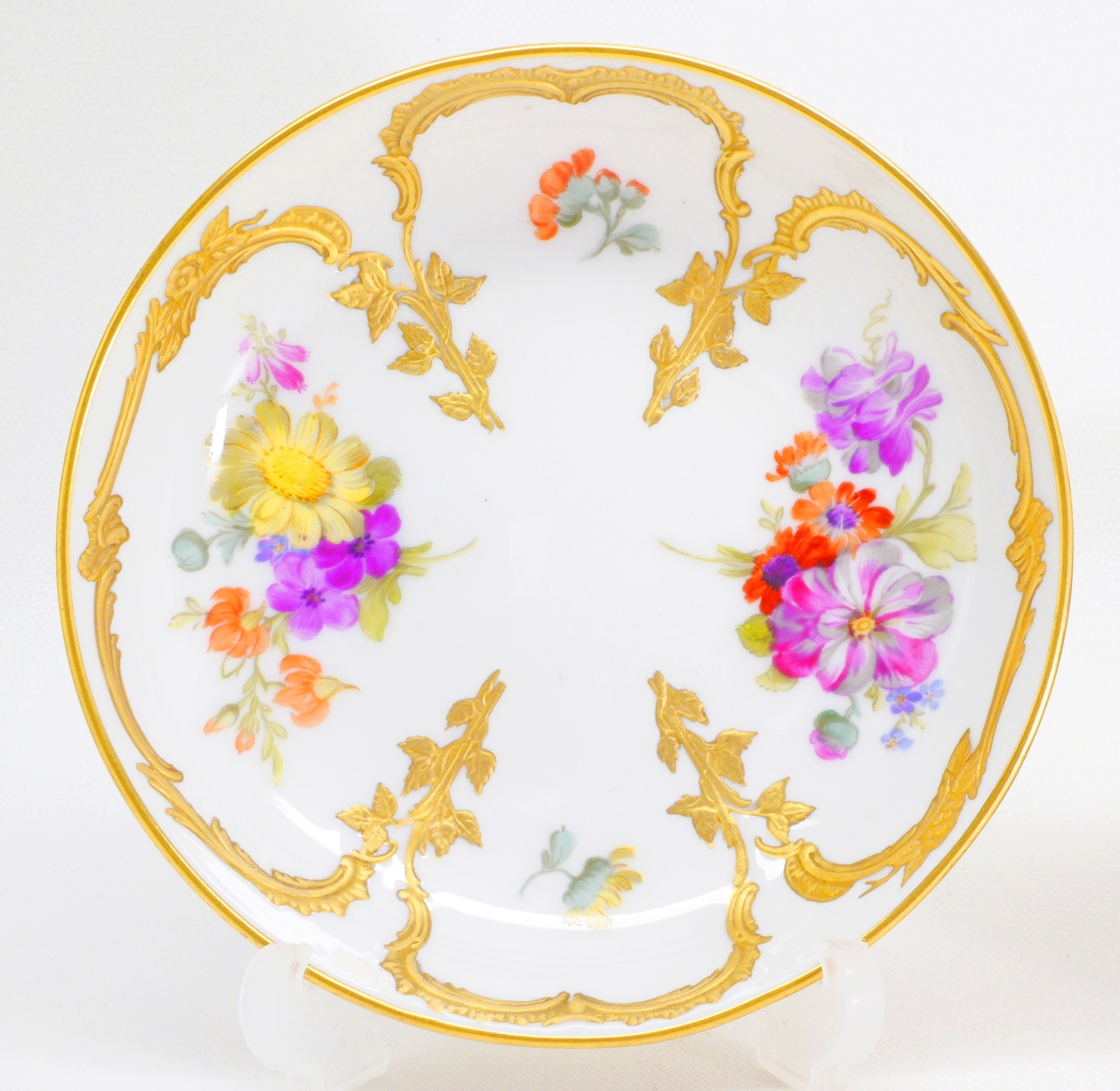
Neuzierat-Dekor auf einer Unterschale, datiert 1921

Neuzierat ist die Bezeichnung für ein Dekor, bei dem das typische Element des friderizianischen Rokokos verwendet wird.
Das Dekor wurde 1764 von Friedrich Elias Meyer in der KPM Berlin für König Friedrich II. entworfen. Das vergoldete Dekor am Rand besteht aus Rocaillen und zur Mitte hin aus Blattzweigen.